# المقربية
قرية المقربية هي إحدى القرى التابعة لمركز قوص في محافظة قنا في جمهورية مصر العربية. حسب إحصاءات سنة 2006، بلغ إجمالي السكان في المقربية 7508 نسمة، منهم 3629 رجل و3879 امرأة.